# 若因维利
若因维利（發音：[ʒoĩˈvili] ⓘ）位於巴西南部，是圣卡塔林纳州最大的一个城市。截止2010年，他的人口达到520,000人，这座城市最早是由来自于欧洲的德国、瑞士等国家的移民在1851年3月9日创建。最初被称为“多纳·弗朗西斯卡”，此名是为了纪念弗朗西斯卡·卡罗丽娜公主。目前，该市经济发达，国民生产总值占全州的四分之一，是巴西南部重要的旅游城市。因为有较好的基础设施，若因维利已经成为举办各类会议的中心，该市市民在巴西的生活品质较高。

## 历史
若因维利最早有图皮人定居，1851年3月9日，来自德国、瑞士和挪威的移民在此生活，若因维利这座城市由此而建立。
虽然若因维利由德国裔的巴西人建立，然而它的名字确实来自于法语，若因维利（Joinville）以法国国王路易-菲利普一世的儿子弗朗索瓦·奥尔良（François d'Orléans, prince of Joinville）而命名，他在1843年与巴西公主弗朗西斯卡（Princess Francisca of Brazil）结婚。若因维利之前被称为“多纳·弗朗西斯卡”（Dona Francisca），于1851年改为现名。
若因维利所在地是法国和巴西王室作为结婚礼物的一部分送给弗朗索瓦·奥尔良夫妇的，但是他们在此之前却从未来过这里。然而一座以弗朗索瓦·奥尔良为名义的皇宫于1870年左右在这里开建。1851年，法国发生金融危机，弗朗索瓦·奥尔良把位于巴西南部的几乎所有土地都卖给了一个叫马蒂亚斯施罗德的德国人。
马蒂亚斯施罗德是“汉堡殖民协会”的成员，这个组织由银行家和商人组成，吸引人们移民至巴西从而在巴西建立德国和德国社团之间的商业纽带。1851年，由118名德国人和瑞士人组成的首批移民到达这里，后来又有74名挪威人到来。从1850年到1888年，共有大约1万7千名德国人移民到若因维利，他们当中大部分人都信仰路德教，是较为贫困的农民。

## 自然地理
若因维利位于圣卡塔林纳州的东北部，接近大西洋海岸，埃拉河穿越若因维利，它离巴拉那州及其首府库里奇巴并不是很远。
| 若因维利     | 若因维利 | 若因维利 | 若因维利 | 若因维利 | 若因维利 | 若因维利 | 若因维利 | 若因维利 | 若因维利 | 若因维利 | 若因维利 | 若因维利 | 若因维利 |
| 月份         | 1月      | 2月      | 3月      | 4月      | 5月      | 6月      | 7月      | 8月      | 9月      | 10月     | 11月     | 12月     | 全年     |
| ------------ | -------- | -------- | -------- | -------- | -------- | -------- | -------- | -------- | -------- | -------- | -------- | -------- | -------- |
| 平均高温 °F  | 84       | 82       | 82       | 77       | 73       | 70       | 70       | 70       | 70       | 75       | 79       | 82       | 76       |
| 平均低温 °F  | 66       | 66       | 64       | 59       | 55       | 52       | 52       | 54       | 55       | 57       | 61       | 64       | 59       |
| 平均高温 °C  | 29       | 28       | 28       | 25       | 23       | 21       | 21       | 21       | 21       | 24       | 26       | 28       | 25       |
| 平均低温 °C  | 19       | 19       | 18       | 15       | 13       | 11       | 11       | 12       | 13       | 14       | 16       | 18       | 15       |
| [ 來源請求 ] |          |          |          |          |          |          |          |          |          |          |          |          |          |

## 文化和旅游

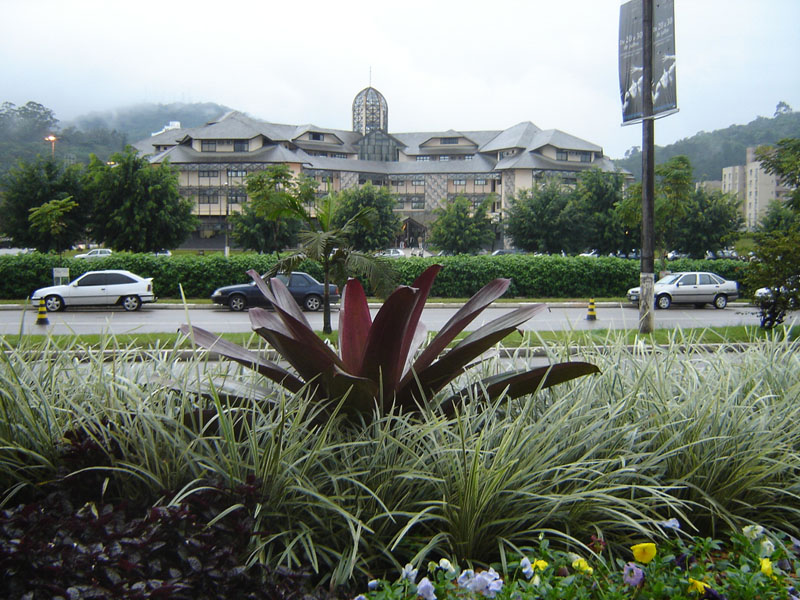
若因维利的下午

若因维利受德国文化影响很深，这座城市到目前还保留着德国文化的基因，如建筑、当地的菜肴和生活方式，有很多工作狂。若因维利是若因维利舞蹈节的主办城市，这个舞蹈节通常在每年的7月份举办。若因维利是莫斯科之外唯一一座拥有波修瓦芭蕾舞团学校的海外城市，波修瓦芭蕾舞团是一个顶尖的俄罗斯芭蕾舞企业。若因维利是司教的发源地，市内有几座路德教的教堂。从若因维利到海滩大概需要一个小时的车程。
若因维利还有几座博物馆，如 "MUBI"自行车博物馆。
建造于19世界中叶的皇宫，如今成为了一座关于德国移民到巴西的历史博物馆，里面部分家具和服饰可追溯到皇宫建设的年代。

### 舞蹈节
自1982年以来，若因维利舞蹈节都会在每年7月份如期举办，每年都会吸引成千上万来自世界各地的专业舞者和观众。11天的演出大概会吸引5万人来此观赏，使其成为世界上同类节会中规模最大的一个。2005年的吉尼斯世界纪录大全将其收录为“世界上规模最大的舞蹈节”。若因维利舞蹈节所表演的舞蹈可分为不同的种类，从传统的芭蕾舞到民族舞，应有尽有。在舞蹈节举办期间，很多公司都抓住机会宣传其他的节会。

### 工业旅游
做为一个超过50万定居的城市，其经济支柱主要以工业为主，若因维利已经成为了圣卡塔林纳州最大的城市，有“圣卡塔林纳州的曼彻斯特”之称，就其经济和科技领先地位而言，这个称呼借鉴了英国历史上有名的工业城市曼彻斯特。若因维利如今是巴西最重要的城市之一，是来自巴西和世界各地的人旅行目的地。

## 族群
| 种族/肤色           | 比例   | 数量    |
| 白人                | 91.50% | 393,085 |
| 巴多人 （棕色人种） | 5.13%  | 22,025  |
| 黑人                | 2.19%  | 9,413   |
| 美洲印第安人        | 0.14%  | 613     |
| 黄色人种 （亚洲）   | 0.17%  | 711     |

## 宗教
最早的一批定居者信仰路德教，但如今路德教的信仰人数只占总人口的 6.13%，另外大多数的新教教徒都是圣灵降临教派的教友。巴西最流行的宗教则是罗马天主教。
| 种类       | 比例   | 数量    |
| 天主教     | 73.26% | 314,729 |
| 新教       | 22.49% | 96,632  |
| 无宗教信仰 | 2.01%  | 8,656   |

## 经济

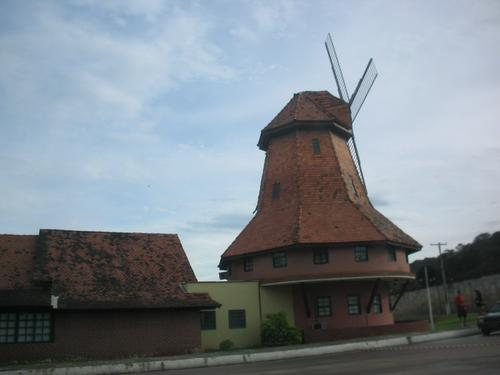
若因维利一角

工业和商业是若因维利的支柱，若因维利是巴西国内几个最大的软件的总部所在地，如：
Datasul,Logocenter,Microvix （页面存档备份，存于） 和 SoftExpert （页面存档备份，存于）
若因维利也巴西许多知名大型股份制企业的中心，如：
Tupy,Tigre,Embraco,Dohler,Consul,Wetzel,Busscar,Ciser,Schulz S/A.
若因维利人的生活条件非常优越，若因维利的工业产出值名列巴西南部地区第三名，位于大城市阿雷格里港和库里奇巴之后，同时，若因维利也是巴西南部人口较为稠密的城市。

## 语言
葡萄牙语是官方语言，也是若因维利人的通用语言。部分高中有英语和西班牙课程，大多数若因维利人是德国人的后裔，一些学校要教授德语课程。

### 主要院校
- IESville - 圣卡塔琳娜州高等教育学院
- SOCIESC - 圣卡塔琳娜州教育学院
- UDESC - 圣卡塔琳娜州立大学
- Univille - 若因维利约恩大学
- UFSC -  圣卡塔琳娜联邦大学

## 友好城市
- 法國 茹安维尔勒蓬
- 中华人民共和国 黄石市

## 参靠资料
1. 1 2  (( Radar Sul )) História da Cidade de Joinville - Santa Catatina - SC - Brasil 的存檔，存档日期2008-04-10.
2. ↑  26º Festival de Dança de Joinville 的存檔，存档日期2008-04-10.
3. ↑  .   [2011-09-19]. （原始内容存档于2021-05-08）.
4. ↑  MUBI - O Museu da Bicicleta de Joinville (in Portuguese) 的存檔，存档日期2009-05-10.
5. ↑  .   [2011-09-19]. （原始内容存档于2016-01-07） （葡萄牙语）.
6. ↑  .   [2011-09-19]. （原始内容存档于2011-06-14） （葡萄牙语）.
7. ↑  . Joinville, Brazil: Datasul. 2008  [2008-01-25]. ISBN 85-240-3919-1. （原始内容 (PDF)存档于2019-02-04） （葡萄牙语）.
8. ↑  . Joinville, Brazil: Logocenter. 2008  [2008-01-25]. ISBN 85-240-3919-1. （原始内容 (PDF)存档于2008-01-26） （葡萄牙语）.
9. ↑  . Joinville, Brazil: Tupy. 2008  [2008-01-25]. ISBN 85-240-3919-1. （原始内容 (PDF)存档于2008-05-22） （葡萄牙语）.
10. ↑  . Joinville, Brazil: Tigre. 2008  [2008-01-25]. ISBN 85-240-3919-1. （原始内容 (PDF)存档于2008-01-27） （葡萄牙语）.
11. ↑  . Joinville, Brazil: Embraco. 2008  [2008-01-25]. ISBN 85-240-3919-1. （原始内容 (PDF)存档于2008-02-22） （葡萄牙语）.
12. ↑  . Joinville, Brazil: Dohler. 2008  [2008-01-25]. ISBN 85-240-3919-1. （原始内容 (PDF)存档于2008-01-19） （葡萄牙语）.
13. ↑  . Joinville, Brazil: Consul. 2008  [2008-01-25]. ISBN 85-240-3919-1. （原始内容 (PDF)存档于2008-01-21） （葡萄牙语）.
14. ↑  . Joinville, Brazil: Wetzel. 2008  [2008-01-25]. ISBN 85-240-3919-1. （原始内容 (PDF)存档于2021-04-10） （葡萄牙语）.
15. ↑   (PDF). Joinville, Brazil: Busscar. 2008  [2008-01-25]. ISBN 85-240-3919-1. （原始内容存档于2008-01-18） （葡萄牙语）.
16. ↑  . Joinville, Brazil: Ciser. 2008  [2008-01-25]. ISBN 85-240-3919-1. （原始内容 (PDF)存档于2021-03-20） （葡萄牙语）.
17. ↑  . Joinville, Brazil: Schulz. 2008  [2008-01-25]. ISBN 85-240-3919-1. （原始内容 (PDF)存档于2021-05-06） （葡萄牙语）.
18. ↑  2010 IBGE Census
19. ↑  .   [2011-09-19]. （原始内容存档于2011-10-01）.